# Jozef Fabini
Jozef Fabini (Olcnava, 10 ottobre 1908 – Košice, 2 dicembre 1984) è stato un pittore slovacco.

## Biografia
Frequentò la scuola elementare di Spišské Vlachy, poi il ginnasio a Levoča, da cui dopo quattro anni si trasferì a quello di Spišská Nová Ves per poter essere allievo del pittore Jozef Hanula. Proseguì poi gli studi a Košice dal 1926 al 1928. Studiò alla facoltà di giurisprudenza dell'Università Comenio di Bratislava dal 1928 fino alla laurea al 1932 e proseguì gli studi fino a conseguire il dottorato nel 1939. Tuttavia, cercò anche di acquisire una formazione pittorica: prima di incominciare gli studi di giurisprudenza aveva frequentato un corso serale di disegno di Eugen Krón e aveva prese lezioni private da Elemír Halász-Hradil. 
Si dedicò alla professione legale e fu impiegato al Tribunale regionale di Košice e poi al Tribunale distrettuale di Kežmarok. Nel 1936 dovette trasferirsi per lavoro a Praga, dove prese a frequentare le lezioni di storia dell'arte alla facoltà di filosofia dell'Università Carolina. Dal 1936 al 1938 prestò servizio militare a Beroun e successivamente riprese il pubblico impiego a Praga, che però dovette abbandonare l'anno successivo a causa della dissoluzione della Cecoslovacchia. Si trasferì allora a Bratislava, trovando impiego al ministero delle poste. Anche a Bratislava non cessò di studiare: dal 1941 al 1945 completò gli studi artistici alla Scuola tecnica slovacca sotto la guida di Maximilián Schurmann e Gustáv Mallý e contemporaneamente portò a termine gli studi in storia dell'arte e archeologia alla facoltà di filosofia dell'Università Comenio.
Successivamente studiò restauro; fra il 1948 e il 1952 ebbe l'incarico di direttore del Museo della Slovacchia orientale, poi fino al 1955 fu restauratore della Pinacoteca regionale di Michalovce. Dal 1955 si dedicò alla pittura a tempo pieno. Era principalmente interessato al paesaggio e all'architettura della regione di Spiš.
Nel 1979 lo Stato gli conferì il titolo di artista nazionale.